# Неделя нуара в Хихоне
Неделя нуара в Хихоне (исп. La Semana Negra de Gijón) — ежегодный литературный фестиваль, появившийся в 1987 году по инициативе писателя Пако Игнасио Тайбо II, который проводится в Хихоне (Астурия, Испания).
Его организацией занимается Asociación Cultural Semana Negra, получая субсидии от городского совета и правительства Княжества, а также от различных частных спонсоров. Первоначально был посвящён исключительно нуару (отсюда и его название), но затем расширился до научной фантастики, фэнтези и исторического романа. Он включает в себя культурные и различные развлекательные мероприятия, такие как концерты, барные террасы, ярмарки, аттракционы и т. д. В настоящее время он проходит на старых верфях военно-морского флота Хихона.

## Место проведения
Его мероприятия проходили на разных локациях в Хихоне: Мусель, верфи, автостоянка стадиона Эль Молинон и набережная реки Пилес, район вокруг пляжа Поньенте, пляж Арбеяль и участок, прилегающий к университетскому городку. С 2012 года проводится на старых верфях военно-морского флота Хихона (NAGISA) в доках Натаойо, частично заброшенных и открытых для публики только для фестиваля.

## История
Фестиваль проводится с 1988 года. Инициатором и директором фестиваля является астурийско-мексиканский писатель Пако Игнасио Тайбо II, с которым с момента его основания сотрудничали другие писатели, такие как Анхель де ла Калье в секции комиксов. Именно Де ла Калье стал отвечать за литературу, комиксы и культурное наполнение «Недели нуара» после ухода Тайбо, решившего посвятить себя мексиканской политике (в качестве члена партии Движение национального возрождения) и что на фестивале он продолжает оставаться в составе тех, кто выбирает литературное содержание конкурса.
По словам самого Тайбо, фестиваль вырос с 73 000 участников, 7 дней, 60 гостей и 15 аккредитованных журналистов на первом мероприятии, до более миллиона посетителей, 11 дней, 250 гостей и более 150 журналистских аккредитаций в текущем, из-за того, фестиваль является открытым, поэтому невозможно подсчитать число реальных посетителей.
Задуманная и организованная Тайбо, Неделя нуара начиналась как скромный фестиваль, который собирал авторов криминальных романов, а также предлагал публике музыку и другие исполнительские искусства, и который послужил основой для встречи исполнительного директора Всемирной ассоциации авторов политической литературы (AIEP). В их концертах принимали участие такие музыканты, как Вилли Колон, Los Lobos, Mano Negra или Жорж Мустаки.
Неделя нуара добавляла различные мероприятия, такие как ночные чтения стихов, в которых ежегодно участвовали, среди прочих, астурийский поэт Анхель Гонсалес, аргентинец Хуан Хельман, мексиканец Хуан Банюэлос, Хоакин Сабина и Луис Гарсия Монтеро.

## Мероприятия
Помимо основополагающей криминальной литературы, Неделя нуара включает в себя авторов комиксов, исторических романов и научной фантастики, таких как Христо Поштаков, появившийся вместе со своим редактором в образе братьев Блюз, тем самым открыв простор для пластического творчества и перфомансов на фестивале.
Ежегодно Неделя нуара издает и раздает книги, часто с участием авторов, друзей и посетителей Недели нуара: писателей, карикатуристов, авторов комиксов и фотографов.
В рамках Недели нуара также проводятся другие мероприятия, такие как Международная встреча фотожурналистов под руководством астурийского лауреата Пулитцеровской премии Хавьера Баулуса и Asturcón, астурийский фестиваль научной фантастики, который также принимал и авторов фэнтези. В течение нескольких лет также проводился фестиваль магии.

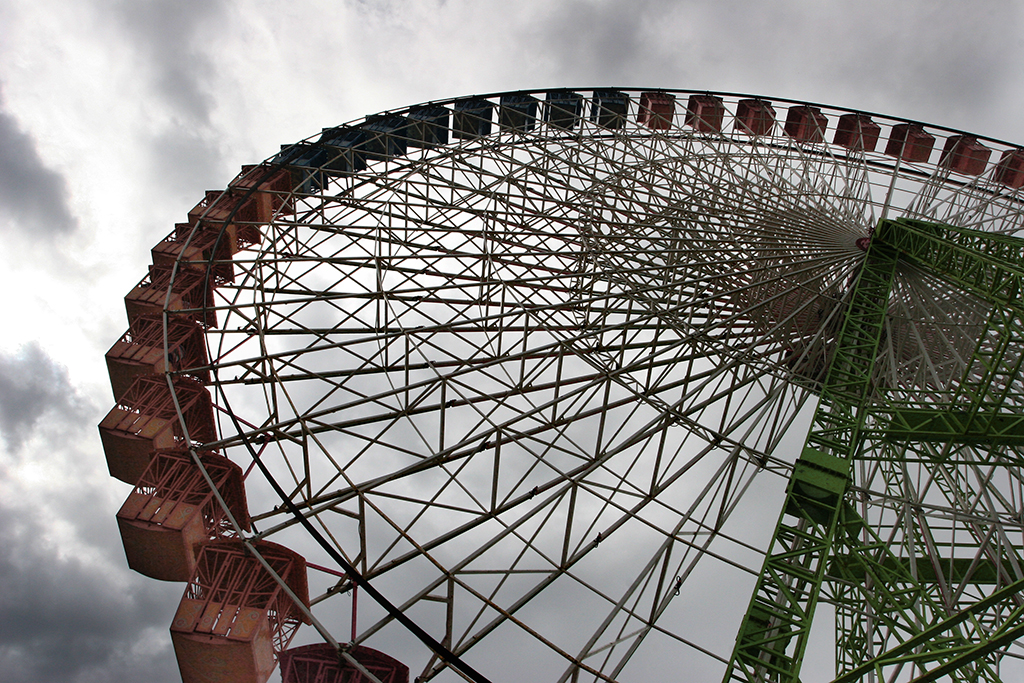
Колесо обозрения на Неделе нуара

Все это пунктуально освещалось фестивальной газетой A Quemarropa, которая выходит каждый день в течение Недели нуара, предлагая своим читателям своеобразный дневник фестиваля: информацию о том, что произошло в течение предыдущего дня и что планируется, а также тексты и комментарии известных участников.
Неделя нуара была темой документальных фильмов и предметом интереса прессы в дни её проведения.
Фестиваль сопровождается большой ярмаркой, на которой установлены многочисленные продуктовые лавки, рестораны, рынки, ночные клубы, большая сцена для концертов и многочисленные аттракционы, особенно культовым на протяжении нескольких десятилетий стало колесо обозрения.

## Награды
Во время Недели нуара в Хихоне вручаются различные награды: премия Хэммета за лучший криминальный роман, написанный на испанском языке, премия Родольфо Уолша за лучший научно-популярный криминальный роман, написанный на испанском языке, премия «Спартак» за лучший исторический роман, Мемориальная премия Сильверио Каньяды за лучший нуарный роман, опубликованный на испанском языке, и премия Международного конкурса детективных рассказов за неопубликованное произведение, и, начиная с 2008 года, премия Цельсия за лучший роман в жанре фэнтези, научной фантастики или ужасов.

## Критика и инциденты
Есть определённые критические замечания по поводу празднования этого события. Уровень шума превышает разрешённый законом, относительный рост преступности и загрязнения мусором в районах, где он проводится, что в 1999 году привёл к вынесению приговора городскому совету Хихона за нарушение Положения о раздражающей, нездоровой, вредной и опасной деятельности, вынесенного Административной палатой по спорам Высшего суда Астурии 16 ноября того же года. Также имеет место несоблюдение требований безопасности, так как в некоторые годы на фестивале имели место разного рода несчастные случаи, среди которых выделяются один погибший от удара током и несколько раненых в результате выстрелов в перестрелке между владельцами прилавков.
На фестивале не обошлось без серьёзных инцидентов. Так, 8 июля 2003 г. рабочий был убит электрическим током, 15 июля 2006 г. произошла стрельба, в результате которой двое молодых людей получили огнестрельные ранения, ночью с субботы на воскресенье, 24 июля 2011 г., в результате драки двое получили ножевые ранения, 12 июля 2012 г. продавец напал на женщину на аттракционе, а 16 июля 2015 г. молодой человек потерял сознание и впал в кому после драки, заснятой на площадке фестиваля, где, по данным прессы, «с момента начала Недели нуара в этом году не было ни одной ночи, когда не было бы перепалки или драки». В 2016 году пресса освещала «обычные преступные действия на этом многолюдном мероприятии, такие как мелкие кражи и кражи мобильных телефонов и кошельков, а также мелкие драки», в дополнение к трем женщинам, раненым в двух аттракционах. В 2019 году был произведён арест за преступления сексуального характера и причинение телесных повреждений. В 2022 года один из торговых киосков в помещении был опечатан агентами Группы инспекции азартных игр при Главном управлении надзора за игорной деятельностью Министерства финансов в сотрудничестве с Национальным полицейским корпусом и местной полицией Хихона, поскольку там практиковались незаконные действия, как это уже было сделано в 2018 году с тремя другими прилавками.